# Famille Bathurst (Angleterre)
Cette page explique l’histoire ou répertorie les différents membres de la famille Bathurst.
La famille Bathurst est une famille subsistante de la noblesse britannique, originaire du comté du Sussex. Elle s'est distinguée par les fonctions politiques et militaires occupées par ses membres.
Elle a été illustrée par Henry Bathurst, 3e comte Bathurst, lord président du Conseil (1762-1834).

## Histoire
Les différentes branches de la famille Bathurst prétendent toutes descendre d'une famille du comté du Sussex, qui avait un statut de petite noblesse jusqu'à ce que Lawrence Bathurst se range du côté des Lancastriens lors de la guerre des Deux-Roses et soit exécuté et dépossédé de ses biens par le roi Édouard IV après la défaite du roi Henri VI à la bataille d'Hexham en 1463,.
Les descendants de Laurence vivent ensuite à Canterbury et à Cranbrook dans le comté du Kent avant de s'installer dans d'autres parties de l'Angleterre.
La première branche de la famille Bathurst est celle des baronnet qui hérite d'un vaste domaine dans le comté du Gloucestershire à Lechlade d'Edward Dodge. Les Bathurst obtiennent également l'octroi d'un marché et d'une foire à Lechlade ainsi que le droit à un quai gratuit sur la Tamise. Lechlade étant le point navigable le plus élevé de la Tamise et situé sur une route importante menant à Londres, il semble probable que les Bathurst veulent investir dans l'industrie du drap pour devenir un acteur majeur du commerce de la laine dans les Cotswolds, cependant l'importance de la production de laine est déjà en déclin et la principale exportation via Lechlade à la fin du XVIIe siècle est en réalité le fromage, et non la laine.
Le domaine de Lechlade à un revenu estimé à 1400 £ par an.
Edward Bathurst est un royaliste durant la guerre civile et en 1643, lorsque le roi a besoin de fonds pour financer sa campagne, il achète un titre de baronnet pour 170 £ et paya 20 £ supplémentaires pour devenir chevalier. Après la victoire parlementaire, il affirme que toute l'aide qu'il a apportée au roi a été donnée sous la contrainte. Après la Restauration, il semble avoir reconstruit son domaine à Lechlade. Le domaine est divisé de 1676 à 1775 date à laquelle elles sont réunies par Sir Jacob Wheate, 5e baronnet de Glympton qui démolit les deux manoirs existants et en construit un nouveau sur le site d'origine.
Sir Francis Bathurst, 5e baronnet de Lechlade dilapide une grande partie de la fortune familiale, si bien qu'il vit grâce à la charité de certaines familles de la petite noblesse locale, notamment les Bathurst de Cirencester Park (baron Bathurst). Il semble qu'ils se soient exilés en Amérique vers 1728 dans la colonie nouvellement fondée de Géorgie. Ils possèdent une centaine d'acres de terre mais le terrain s'avère marécageux, probablement infesté de paludisme. Robert Bathurst (1719-1739), second fils de Sir Francis Bathurst, 5e baronnet de Lechlade, se rend en Virginie où il est « tué par les Noirs » ou selon certains récits, par des Amérindiens. Sir Lawrence Bathurst, 6e baronnet de Lechlade, frère ainé du précédent, semble avoir connu une nouvelle vie plus réussie en tant que précepteur puis avocat en Pennsylvanie, bien qu'il n'a jamais utilisé le titre de baronnet, l'un de ses fils s'est marié et il est donc possible qu'il existe des descendants vivants aux États-Unis. C'est pour cette raison que le titre de baronnet est considéré comme en sommeil et non éteint.
Robert Bathurst (1644-1692) semble avoir reçu une partie de la propriété de son père à Lechlade sur laquelle il fait construire une modeste maison de campagne du nom de Clayhill House à la fin du XVIIe siècle. Le domaine de Clayhill House passe à son fils puis à son petit-fils qui n'a pas d'enfants. La propriété est vendue à John Day.
La deuxième branche est celle des comtes Bathurst qui s'installe également dans le comté du Gloucestershire.
Charles Bragge, petit-fils par sa mère de Benjamin Bathurst change son nom en « Bathurst » par licence royale du 11 mai 1804 lorsqu'il hérite de Lydney Park, dans le comté de Gloucestershire, de son oncle maternel .

## Personnalités

### Branche principale
- Ralph Bathurst (1620-1704), médecin et physicien, fils de George Bathurst ;
- Benjamin Bathurst (1639-1704), homme politique, frère du précédent ;
- Allen Bathurst, 1er comte Bathurst (1684-1675), homme politique et militaire, fils du précédent ;
- Henry Bathurst, 2e comte Bathurst (1714-1794), homme politique, fils du précédent ;
- Henry Bathurst, 3e comte Bathurst (1762-1834), homme politique, fils du précédent ;
- Henry Bathurst, 4e comte Bathurst (1790-1866), homme politique, fils du précédent ;
- William Bathurst, 5e comte Bathurst (1791-1878), homme politique, frère du précédent ;
- Allen Bathurst, 6e comte Bathurst (1832-1892), homme politique et militaire, neveu du précédent ;
- Seymour Bathurst, 7e comte Bathurst (1864-1943), homme politique et militaire, fils du précédent ;
  - Allen Bathurst, lord Apsley (1895-1942), homme politique et militaire, fils du précédent ;
- Henry Bathurst, 8e comte Bathurst (1927-2011), homme politique et militaire, fils du précédent ;
- Allen Bathurst, 9e comte Bathurst (1961), homme d'affaires, fils du précédent ;
- Benjamin Bathurst (1872-1947), homme politique et militaire, fils d'Allen Bathurst, 6e comte Bathurst ;
- Peter Bathurst (1687-1748), homme politique, fils de Benjamin Bathurst ;
- Benjamin Bathurst (1692-1767), homme politique, fils de Benjamin Bathurst ;
- Henry Bathurst (1744-1837), homme d'église, fils du précédent ;
- Benjamin Bathurst (1784-1809), diplomate, fils du précédent.

### Branche rattachée
- Charles Bathurst (1754-1831), homme politique, petit-fils de Benjamin Bathurst ;
- Charles Bathurst, 1er vicomte Bledisloe (1867-1958), homme politique, arrière petit-fils du précédent ;
- Benjamin Bathurst, 2e vicomte Bledisloe (1899-1979), homme politique, avocat et militaire, fils du précédent ;
- Christopher Bathurst, 3e vicomte Bledisloe (1934-2009), homme politique et avocat, fils du précédent ;
- Rupert Bathurst, 4e vicomte Bledisloe (1964-), peintre, fils du précédent.

## Titres et armoiries

### Titres
- Comte Bathurst (27 août 1772)[6]
(Pairie de Grande-Bretagne)
  - Baron Apsley (24 janvier 1771)[7]
(Pairie de Grande-Bretagne)
  - Baron Bathurst (1er janvier 1712)[7]
(Pairie de Grande-Bretagne)
- Vicomte Bledisloe (24 juin 1935)[8]
(Pairie du Royaume-Uni)
  - Baron Bledisloe (15 octobre 1918)[7]
(Pairie du Royaume-Uni)
- Baronnet Bathurst de Lechlade (15 décembre 1643)[9] (baronnetage d'Angleterre)

### Armoiries
« De sable à deux burèles d'hermine accompagnées de trois croisettes pattées d'or rangées en chef. »

## Filiation
Cet arbre généalogique représente la lignée agnatique, par conséquent seul la descendance patronymique est développée.

### Arbre généalogique de la famille Bathurst
Arbre généalogique de la famille Bathurst
- Richard Bathurst (1390-?) X ?
  - Lawrence Bathurst (1415-1464) X ?
    - Lawrence Bathurst (1435-?) X ?
      - Lawrence Bathurst (1457-1549) X ? Chapman (?-?)
        - Robert Bathurst (?-?)
        - John Bathurst (?-?)
        - Thomas Bathurst (≈1480-?) X ?
          - Robert Bathurst (?-?) X ?
            - John Bathurst (1535-1563) X ?
              - Robert Bathurst (1563-1622) X Elizabeth Waller (?-?)
                - Robert Bathurst (1603-1628)
                - Sir Edward Bathurst, 1er baronnet de Lechlade (1603-1674) X ?
                  - Annabella Bathurst (?-1718) X William Goodenough (1645-1673)

                - Sir Edward Bathurst, 1er baronnet de Lechlade (1603-1674) X (1634) Anne Morris (?-?)
                  - Lawrence Bathurst (1635-1671) X Susan Cook (?-?)
                    - Sir Edward Bathurst, 2e baronnet de Lechlade (1655-1677)

                  - Sir Edward Bathurst, 3e baronnet de Lechlade (≈1635-1688) X (1672) Mary Peacock (?-1686)
                    - Sir Edward Bathurst, 4e baronnet de Lechlade (≈1672-1690)
                    - Sir Francis Bathurst, 5e baronnet de Lechlade (≈1676-1738) X Frances Peacock (?-1736)
                      - Sir Francis Bathurst, 6e baronnet de Lechlade (?-1780) X ?
                        - Lawrence Bathurst (1757-1845)
                          - descendance probable

                      - Robert Bathurst (?-1741)

                    - Robert Bathurst (?-1677)

                - Sir Edward Bathurst, 1er baronnet de Lechlade (1603-1674) X (1653) Susan Rich (?-?)
                  - Lancelot Bathurst (1646-1686)
                  - Robert Bathurst (1649-1682) X ?
                    - Robert Bathurst (≈1668-1726) X ?
                      - Robert Bathurst (1698-1765)
                      - Edward Bathurst (1705-1762)

                    - Charles Bathurst (1674-1682)
                    - Edmond Bathurst (1680-1682)
                    - Lawrence Bathurst (1681-1682)

        - Edward Bathurst (1513-1558) X ?
          - Lancelot Bathurst (1529-?) X Judith Randolph (?-?)
            - George Bathurst (1587-1662) X (1610) Elizabeth Villiers (?-1650)
              - Ralph Bathurst (1620-1704) X (1664) Mary Tristram (1617-1690)
              - Suite de l'arbre généalogique : comte Bathurst

### Suite de l'arbre généalogique: branche principale des comtes Bathurst
- Benjamin Bathurst (1635-1704) X Frances Apsley (?-1727)
  - Anne Bathurst (?-?) X Henry Pye (1783-1748)
  - Allen Bathurst, 1er comte Bathurst (1684-1775) X (1704) Catherine Apsley (1688-1768)
    - Catherine Bathurst (?-1783) X (1737) Henry Courtenay (1714-1763)
    - Jane Bathurst (?-?) X (1744) James Buller (1717-1765)
    - Benjamin Bathurst (1711-1767) X (1732) Elizabeth Bruce (?-1796)
    - Henry Bathurst, 2e comte Bathurst (1714-1794) X (1754) Anne James (?-1758) (sans descendance) puis épouse Tryphena Scawen (1730-1807) en 1759 (dont descendance).
      - Henry Bathurst, 3e comte Bathurst (1762-1834) X (1789) Georgina Lennox (1765-1841)
        - Henry Bathurst, 4e comte Bathurst (1790-1866)
        - Georgina Bathurst (1792-1874)
        - William Bathurst, 5e comte Bathurst (1791-1878)
        - Thomas Bathurst (1793-1834) X (1829) Julia Hankey (1788-1877)
          - Allen Bathurst, 6e comte Bathurst (1832-1892) X (1862) Meriel Warren (1839-1872)
            - Georgina Bathurst (1863-1922) X  (1885) George Buchanan (1854-1924)
            - Seymour Bathurst, 7e comte Bathurst (1864-1943) X (1893) Lilias Borthwick (1871-1965)
              - Meriel Bathurst (1894-1936) X (1916) Alastair Graham (1886-1976)
              - Allen Bathurst, lord Apsley (1895-1942) X (1924) Viola Meeking (1895-1966)
                - Henry Bathurst, 8e comte Bathurst (1927-2011) X (1951) Judith Nelson (1931-2001) (dont descendance) puis épouse Gloria Clarry (?-2018) en 1978 (sans descendance).
                  - Allen Bathurst, 9e comte Bathurst (1961-) X (1986) Hilary George (?-) (dont descendance) puis épouse Sarah Chapman (1963-) en 1995 (sans descendance).
                    - Benjamin Bathurst, lord Apsley (1990-) X (2021) Sara Kushma (1991-)
                      - Theodore Bathurst (2023-)

                    - Rosie Bathurst (1992-)

                  - Henrietta Bathurst (1962-) X (2000) Neil Palmer (?-)
                  - Alexander Bathurst (1965-) X (1992) Emma Sharpe (?-)
                    - Harry Bathurst (1996-)

                - George Bathurst (1929-2010) X (1973) Susan Messer (?-?)
                  - William Bathurst (1978-)

              - William Bathurst (1903-1970) X (1932) Helen Heathcoat-Amory (1905-1972)
              - Ralph Bathurst (1904-1965)

            - Lancelot Bathurst (1868-1928)
            - Benjamin Bathurst (1872-1947) X (1902) Augusta Spencer-Churchill (1877-?)
              - Peter Bathurst (1903-1970) X (1927) Elizabeth Temple-Gore-Langton (1908-2004)
                - David Bathurst (1936-) X (1959) Sarah Peto (1940-)
                  - Alice Bathurst (1962-)
                  - Benjamin Bathurst (1964-) X (1996) Katherine Ellison (?-)
                    - Emilia Bathurst (1999-)

                  - Anna Bathurst (1968-) X (2000) Paul Sinclair (?-)
                  - Lucilla Bathurst (1970-) X (2000) James Watson (1969-)

                - Timothy Bathurst (1939-2009) X (1960) Elizabeth Armitage (?-?)
                  - Joanna Bathurst (1963-) X (1989) Hugh Nevile (1960-)
                  - Johnathan Bathurst (1965-) X Sharon Chinnery (?-)
                    - Lara Bathurst (1997-)
                    - Eleanor Bathurst (1999-)

                  - Elizabeth Bathurst (1968) X (1993) Simon Reid (?-)

                - Timothy Bathurst (1939-2009) X Charlotte Formby (?-)
                  - James Bathurst (1976-)

          - Allen Bathurst, 6e comte Bathurst (1832-1892) X (1874) Evelyn Hankey (1847-1927)
            - Evelyn Bathurst (1875-1946) X (1898) George Lister (1863-1903)

          - Mary Bathurst (1835-1883)

        - Emily Bathurst (1798-1877) X (1825) Frederick Ponsonby (1783-1837)
        - Charles Bathurst (1802-1842) X (1830) Emily Bertie (?-1881)

    - Allen Bathurst (1729-?)

  - Peter Bathurst (1687-1748) X Leonora Howe (?-?) (sans descendance) puis épouse Selina Shirley en 1720 (1701-1770) (dont descendance).
    - France Bathurst (?-1757) X (1756) Anthony Duncombe, 1er baron Feversham (1695-1763)
    - Anne Bathurst (?-?) X Robert Thistlethwayte (1720-1767)
    - Selina Bathurst (?-?) X (1748) Arthur Cole, 1er baron Ranelagh (1669-1754) (sans descendance) puis épouse Sir John Elwill, 4e baronnet d'Exeter (?-1781) en 1755 (dont descendance).
    - Elizabeth Bathurst (?-1764) X Sir Thomas Frederick, 3e baronnet de Burwood House (1731-1770)
    - Peter Bathurst (?-?) X Elizabeth Evelyn (?-?)
    - Katherine Bathurst (?-1794) X (1752) Sir Michael Malcolm, 3e baronnet de Balbedie et d'Innertiel (?-1793)
    - Harriet Bathurst (1722-1795) X (1755) Thomas Tracy, 6e vicomte Tracy (1719-1792)

  - Benjamin Bathurst (1693-1767) X (1714) Finetta Poole (≈1697-1737)
    - Poole Bathurst (?-1794)
    - Anne Bathurst (?-?) X (1752) Charles Bragge (?-?)
      - Suite l'arbre généalogique : vicomtes Bledisloe

    - Finetta Bathurst (1723-?)
    - Thomas Bathurst (1725-1791) X Anne Fazakerly (?-?)

  - Benjamin Bathurst (1692-1767) X (1741) Catharine Brodrick (?-1795)
    - Henry Bathurst (1744-1837) X (1780) Grace Coote (1756-1823)
      - Henry Bathurst (1781-1844)
      - James Bathurst (1782-1850) X (1815) Caroline Stewart (1781-1864)
        - Stuart Bathurst (1815-1900)
        - Robert Bathurst (1817-1906)
        - Peter Bathurst (1818-1893)
        - Henry Bathurst (1819-1897)
        - Caroline Bathurst (1820-1861)
        - Sarah Bathurst (1821-?)
        - Algernon Bathurst (1823-1895) X (1861) Rosetta Alexander (1839-?)
        - Stuart Bathurst (1862-?)
          - Algernon Bathurst (1863-?)
          - Allen Bathurst (1865-?)
          - Mary Bathurst (1868-?)
          - James Bathurst (1874-?)
          - Henry Bathurst (1878-?)

        - Catherine Bathurst (1825-1907)
        - Frederick Bathurst (1827-1910) X Catherine Moore
          - Katherine Bathurst (1862-1933)
          - Louisa Bathurst (?-1939) X (1889) Stanley Coote (1862-1925)

      - Benjamin Bathurst (1784-1809) X (1805) Phillida Call (1774-1855)
        - Emmeline Bathurst (1807-1893) X (1830) Edward Stewart, 3e comte de Castle Stewart (1807-1857)(sans descendance) puis épouse Alessandro Pistocchi (?-?) en 1867 (sans descendance).

      - Caroline Bathurst (1801-1862) X (1820) Heaton Champion de Crespigny (1796-1858)
      - Margaret Bathurst (1813-1874) X (1835) Charles Beaumont (1801-1866)
      - Henrietta Bathurst (?-?) X (1822) Denis Mahon (1787-1847)
      - Tryphena Bathurst (?-?) X Thomas Thistlethwayte (1779-1850)

### Suite de l'arbre généalogique: branche rattachée des vicomtes Bledisloe
- Charles Bathurst (1754-1831) X (1788) Charlotte Addington (?-1839)
  - Charlotte Bathurst (?-1866)
  - Anne Bathurst (?-1862)
  - Charles Bathurst (1790-1863) X (1819) Mary Fendall (?-?)
  - William Hiley Bathurst (1796-1877) X (1828) Mary Rhodes (?-1861)
    - William Bathurst (?-1922) X (1867) Anna Hone (1841-1876)
      - Frances Bathurst (1870-1937) X (1900) William Latham (1873-1952)
      - Henry Bathurst (1871-1947) X (1904) Sophia Latham (1874-1910)
        - William Bathurst (1908-1981) X (1933) Ivy Stevens (?-1988)
          - Elizabeth Bathurst (1939-) X Thomas Roberts (?-?)
          - Mary Bathurst (1943-) X (1967) Paul Duckworth (?-)

        - Sophia Bathurst (1910-1994)

      - Nevile Bathurst (1874-1902)

    - William Bathurst (?-1922) X (1877) Harriet Bell (?-1832)
      - Charles Bathurst (1879-1967) X (1916) Félicité Metcalfe (?-1960)
        - Christopher Bathurst (1919-1979) X (1952) Sophie Callander (?-1997)
          - Charles Bathurst (1955-) X (1998) Amanda Holt (1958-)
            - Theophilus Bathurst (1993-)
            - Ianthe Bathurst (1997-)
            - Hermione Bathurst (1998-)

          - Jane Bathurst (1960-) X (1987) Rugby Wilson (?-)

        - Philip Bathurst (1922-2009) X (1952) Winifrede Debenham (?-?)
          - Nicholas Bathurst (1954-) X (1988) Deborah Mitchell (?-)
            - Elizabeth Bathurst (1990-)
            - Alexander Bathurst (1992-)

          - Robert Bathurst (1957-) X (1985) Caroline Threlfall (?-)
            - Matilda Bathurst (1989-)
            - Clemency Bathurst (1991-)
            - Oriel Bathurst (1994-)
            - Honor Bathurst (1997-)

          - Charlotte Bathurst (1961-)

      - Elizabeth Bathurst (1880-1962)
      - Herbert Bathurst (1882-1956)

    - Charlotte Bathurst (?-?) X (1869) Francis Willesford (?-?)
    - Eleanor Bathurst (?-1929) X Canon Trollope (1819-1907)
    - Charles Bathurst (1836-1907) X (1864) Mary Hay (1839-1885)
      - Mary Bathurst (?-1950) X (1905) Algernon Hughes (?-1942)
      - Margaret Bathurst (?-1886)
      - William Bathurst (1864-1883)
      - Charles Bathurst, 1er vicomte Bledisloe (1867-1958) X (1898) Bertha Lopes (1870-1926) (dont descendance) puis épouse Alina Jenkins (1879-1956) en 1928 (sans descendance).
        - Ursula Bathurst (1900-1975) X (1929) Horace Parshall (1903-1986)
        - Benjamin Bathurst, 2e vicomte Bledisloe (1899-1979) X (1933) Joan Krishaber (1914-1999)
          - Christopher Bathurst, 3e vicomte Bledisloe (1934-2009) X (1962) Elizabeth Thompson (?-2016)
            - Rupert Bathurst (4e vicomte Bledisloe (1964-) X (2001) Shera Sarosh (?-)
              - Iona Bathurst (2002-)
              - Benjamin Bathurst (2004-)
              - Agnes Bathurst (2008-)

            - Matilda Bathurst (1967-)
            - Otto Bathurst (1971-)

          - David Bathurst (1937-1992) X (1967) Mary McCosh (1934-2016)
            - Arabella Bathurst (1969-)
            - Lucy Bathurst (1974-)
            - Flora Bathurst (1977-)

        - Henry Bathurst (1904-1969) X (1937) Mary Body (?-?) (sans descendance) puis épouse Lauretta Groves (?-1957) en 1951 (sans descendance).

      - Arthur Bathurst (1872-1936) X (1902) Margaret Marling (?-1968)
        - Arthur Bathurst (1904-1950)
        - Ralph Bathurst (1906-1906)
        - William Bathurst (1907-1992) X (1941) Joan Wyatt (?-1996)
          - Mary Bathurst (1942-) X (1965) Ivan Heanly (?-)
          - Ruth Bathurst (1945-) X (1967) George Hawkes (?-)
          - Mark Bathurst (1948-) X (1969) Veronica Smith (?-)
            - Rebecca Bathurst (1971-) X (1990) Kevin Stanworth (?-)

          - Mark Bathurst (1948-) X (1978) Pamela Stevenson (?-)
            - Joseph Bathurst (1977-)
            - Katherine Bathurst (1980-)

      - Robert Bathurst (1875-1929) X (1898) Geraldine Colchester-Wemyss (?-1948)
        - Finetta Bathurst (1899-?) X (1929) Henry Bristowe (?-?)

## Alliances

### Branche des comtes Bathurst

#### Alliances anciennes (XIVe siècle-XIXe siècle)
Cette famille s'est alliée aux familles : Morris (1634), Rich (1653), Tristram (1664), Peacock (1672), Apsley (1704), Poole (1714), Shirley (1720), Bruce (1732), Courtenay (1737), Brodrick (1741), Buller (1744), Cole (1748), Bragge (1752), Malcolm (1752), James (1754), Elwill (1755), Tracy (1755), Duncombe (1756), Scawen (1759), Coote (1780 et 1889), Lennox (1789), Call (1805), Stewart (1815), Champion de Crespigny (1820), Mahon (1822), Ponsonby (1825), Hankey (1829 et 1874), Bertie (1830), Stuart (1830), Phipps (1835), Alexander (1861), Warren (1862), Pistocchi (1867), Buchanan (1885), Borthwick (1893), Lister (1898), Evelyn, Fazakerly, Goodenough, Frederick, Howe, Pye, Randolph, Thistlethwayte, Villiers, Waller...

#### Alliances contemporaines (XXesiècle-XXIesiècle)
Cette famille s'est alliée aux familles : Spencer-Churchill (1902), Graham (1916), Meeking (1924), Temple-Gore-Langton (1927), Heathcoat-Amory (1932), Nelson (1951), Peto (1959), Armitage (1960), Messer (1973), Clarry (1978), George (1986), Nevile (1989), Sharpe (1992), Reid (1993), Chapman (1995), Ellison (1996), Palmer (2000), Watson (2000), Sinclair (2000), Kushma (2021), Chinnery, Formby...

### Branche des vicomtes Bledisloe
Cette famille s'est alliée aux familles : Addington (1788), Fendall (1819), Rhodes (1828), Hone (1867), Willesford (1869), Bell (1877), Colchester-Wemyss (1898), Lopes (1898), Latham (1900 et 1904), Marling (1902), Hughes (1905), Metcalfe (1916), Jenkins (1928), Bristowe (1929), Parshall (1929), Krishaber (1933), Stevens (1933), Body (1937), Wyatt (1941), Groves (1951), Callander (1952), Debenham (1952), Thompson (1962), Heanly (1965), Duckworth (1967), Hawkes (1967), McCosh (1967), Smith (1969), Stevenson (1978), Threlfall (1985), Wilson (1987), Mitchell (1988), Stanworth (1990), Holt (1998), Sarosh (2001), Roberts, Trollope...